# Lindy-hop

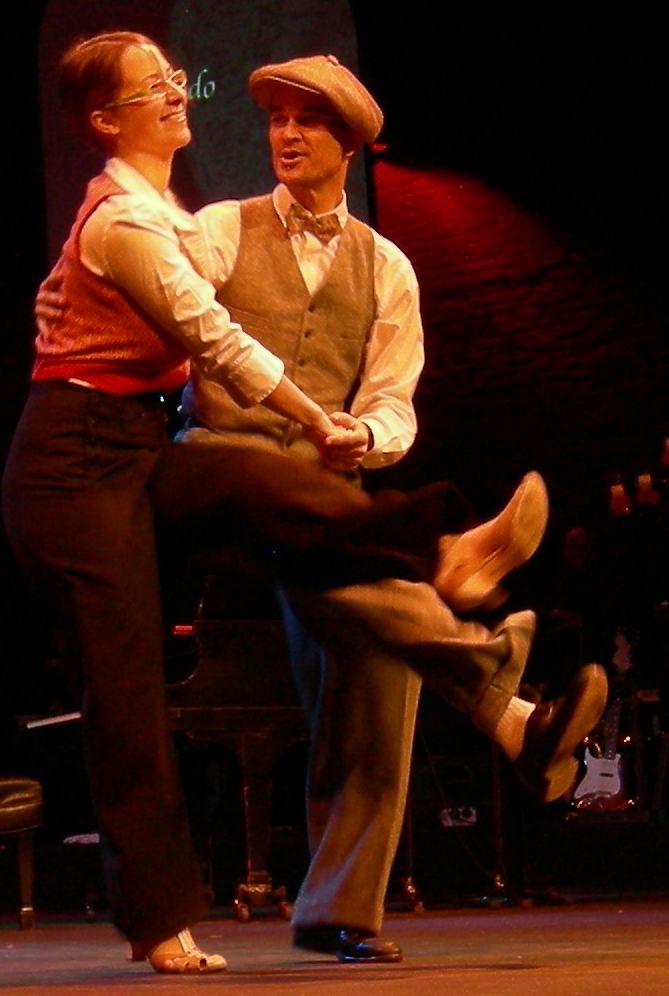
Parella ballant lindy-hop

El lindy-hop és un estil de ball per parelles amb música swing que alguns negres estatunidencs van popularitzar a Nova York cap a la dècada del 1920, com una derivació del xarleston. Ràpidament es va estendre els Estats Units durant la dècada del 1930 i, més tard, en altres països. El lindy-hop va estar a punt de desaparèixer a l'època daurada dels musicals, fins que a la dècada del 1980, paral·lelament a Europa i Estats Units, algunes persones van pensar a recuperar-lo.
El lindy-hop es balla en principi i clàssicament per parelles. En qualsevol cas, el pas bàsic del lindy-hop és de vuit temps, té accent rítmic o swing i està definit a partir d'un patró bàsic de whip. El centre de gravetat dels ballarins se situa per sota del de la posició normal d'estar dempeus, no només perquè els genolls estan doblegats, cosa habitual a balls i danses, sinó perquè el tronc també està lleugerament inclinat cap endavant. El ballarí o parella de ballarins giren sobre un eix imaginari central que roman fix al mateix lloc. Tanmateix, en algunes coreografies de diverses parelles per al públic és possible forçar algun desplaçament.

## Etimologia
Una llegenda urbana diu que el nom lindy-hop va ser copiat en honor del pilot del primer vol en solitari que en 1927 va creuar l'Atlàntic sense escales, de Nova York a París. El pilot de l'aeroplà era l'enginyer Charles Lindberg, i del seu cognom vindria l'afectuós i familiar Lindy. El mot hop és una onomatopeia que fa referència al salt.

## Història
El lindy-hop van començar a desenvolupar-lo les classes socials baixes de Nova York durant els anys vint a partir del llavors també recent xarleston. El seu xarleston s'anava contaminant d'altres estils a la moda en aquell temps, i en especial van provocar que s'hi anés incorporant posicions obertes, conegudes com a whip i swing out. Es va anant estenent a la resta dels Estats Units durant la dècada del 1930 i el 1943 la revista estatunidenca Life l'esmentava com a "ball nacional".
El lindy-hop també va evolucionar donant lloc a diferents balls i estils de swing, com per exemple el jive o el bugui-bugui. Aquestes i altres modalitats de ball, més de moda, van eclipsar el lindy-hop, que pràcticament va desaparèixer.
Als anys vuitanta, paral·lelament als Estats Units i a Europa, va començar la recuperació d'aquest ball. A Catalunya va començar als anys noranta del segle xx. Actualment als Països Catalans existeixen diverses escoles que ensenyen a ballar-lo, hi ha algunes sales on es pot ballar, i que sovint ofereixen classes abans del ball, hi ha trobades (sobretot a l'aire lliure, com, per exemple, el primer i tercer diumenge de cada mes, al parc de la Ciutadella de Barcelona, a la Plaça de la Sedeta de Barcelona (Indústria/Sicília) el segon diumenge de cada mes, a l'avinguda Gaudí, també de Barcelona, prop de la Sagrada Família o al Parc del Migdia de Girona), tornejos (per exemple al Poblesec) i demostracions d'aficionats com a animacions a festes majors, fires i altres iniciatives populars.